# École polytechnique universitaire de Lille
Pour les articles homonymes, voir École polytechnique#France.
L'École polytechnique universitaire de Lille (titre abrégé en Polytech Lille) est l'une des 204 écoles d'ingénieurs françaises accréditées au 1er septembre 2020 à délivrer un diplôme d'ingénieur.
Elle est située sur le campus Cité scientifique de Villeneuve-d'Ascq (Métropole européenne de Lille, Hauts-de-France). École publique, Polytech Lille est une composante de l'Université de Lille et elle appartient au réseau Polytech. Elle est issue de la fusion de l'École universitaire d'ingénieurs de Lille (EUDIL), de l'Institut agricole et alimentaire de Lille (IAAL) et de l'École d'ingénieur d'exploitation des systèmes de production (IESP). « École polytechnique universitaire de Lille » est le nom officiel de l'établissement, comme mentionné dans le décret no 2002-468 du 4 avril 2002, mais « Polytech Lille » est le nom d'usage et celui qui figure sur tous les logos et documents officiels de l'école.
L'école est membre du réseau Polytech.

## Histoire

### L'École universitaire d'ingénieurs de Lille
Les premiers enseignements commencent à l'automne 1969, à titre expérimental,dans le bâtiment D adjacent à l'École centrale de Lille, de l'Université de Lille-1 nouvellement créée. Les trois départements ouverts sont : Sciences de l’aménagement (Genie Civil), Informatique-Mesures-Automatique et Carrières Technico-commerciales, Métrologie. Le département Science des Matériaux ouvrira l'année suivante. 
En 1971 sont officialisées les premières maîtrises « sciences et techniques ». Elles sont fusionnées en 1974 pour constituer l'École universitaire d'ingénieurs de Lille (EUDIL).
Le 16 avril 1974, les universités de Lille et de Montpellier sont les deux premières universités françaises habilitées par la Commission des titres d'ingénieurs à délivrer le diplôme d'ingénieur par la formation initiale.
Six ans plus tard, le 14 février 1980, l'EUDIL est autorisée à délivrer le diplôme d'ingénieur par la voie de la formation continue pour les départements GTGC et IMA tout d'abord et le 1er octobre 1990 pour tous ses autres départements.
En 1985 est créée l'IAAL (Ingénierie agroalimentaire). Le 22 avril 1986, Un décret du Ministère de l’Éducation nationale autorise l'université de Lille-1 à délivrer le diplôme d'ingénieurs à l'IAAL et à cinq départements de l'Eudil : Génie Civil, IMA, ITEC, Matériaux et Mécanique. 
En 1989, l'EUDIL ainsi que le Centre universitaire des sciences et techniques à Clermont-Ferrand, l'ISIM à Montpellier et l'ISTG à Grenoble décident de se regrouper afin d'acquérir une meilleure visibilité au niveau national et international. C'est la naissance du Réseau Eiffel. En 1992 le recrutement de ces trois écoles se fait en commun.
Dès 1994, il est mis en chantier la création d'un département informatique tertiaire qui verra le jour en 1999 sous le nom de GIS Génie Informatique et Statistique.

### L'IESP: Ingénieur d'exploitation des systèmes de production
En 1992, l'école d'Ingénieur d'exploitation des systèmes de production (IESP) est créée à l'université de Lille 1 en réponse à l'appel des industriels (sept partenaires d'origine et deux branches professionnelles : métallurgie et chimie) pour former, en alternance et en formation continue, des ingénieurs de production disposant de capacités tant en techniques qu'en management,.
En 1994 le diplôme spécialité "production" se réalise en partenariat avec l'Institut des Techniques d'ingénieur de l'industrie du Nord Pas-de-Calais. En 2002, en fusionnant avec EUDIL-IAAL, l'école devient le 8e département de Polytech Lille ; le seul département en partenariat. En 2004 la voie d'accès au diplôme spécialité production est créée par la voie de l'apprentissage.

### Polytech Lille
L'EUDIL est alors en pleine expansion et le bâtiment historique de l'école est devenu trop petit et trop vieux pour accueillir tous les élèves. La décision de construire un nouveau bâtiment est prise. Ce bâtiment sera bâti sur les terrains auparavant occupés par le parking. Les premiers travaux de construction commencent le 28 octobre 1997 et deux ans plus tard, le 5 novembre 1999 le nouveau bâtiment EUDIL-IAAL est inauguré.
Le décret qui officialise la fusion de l'EUDIL, de l'IAAL et de l'IESP et la création de l'École polytechnique universitaire de Lille est publié dans le journal officiel du 4 avril 2002. L'école prend le nom d'usage de Polytech Lille. En septembre de la même année a lieu la première rentrée officielle de l'École polytechnique universitaire de Lille avec 9 spécialités.

## Enseignement

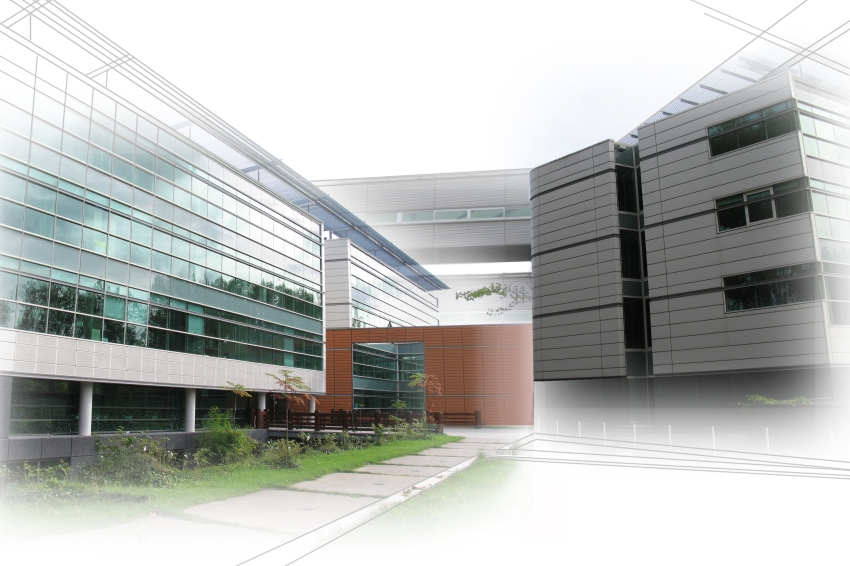
L'École

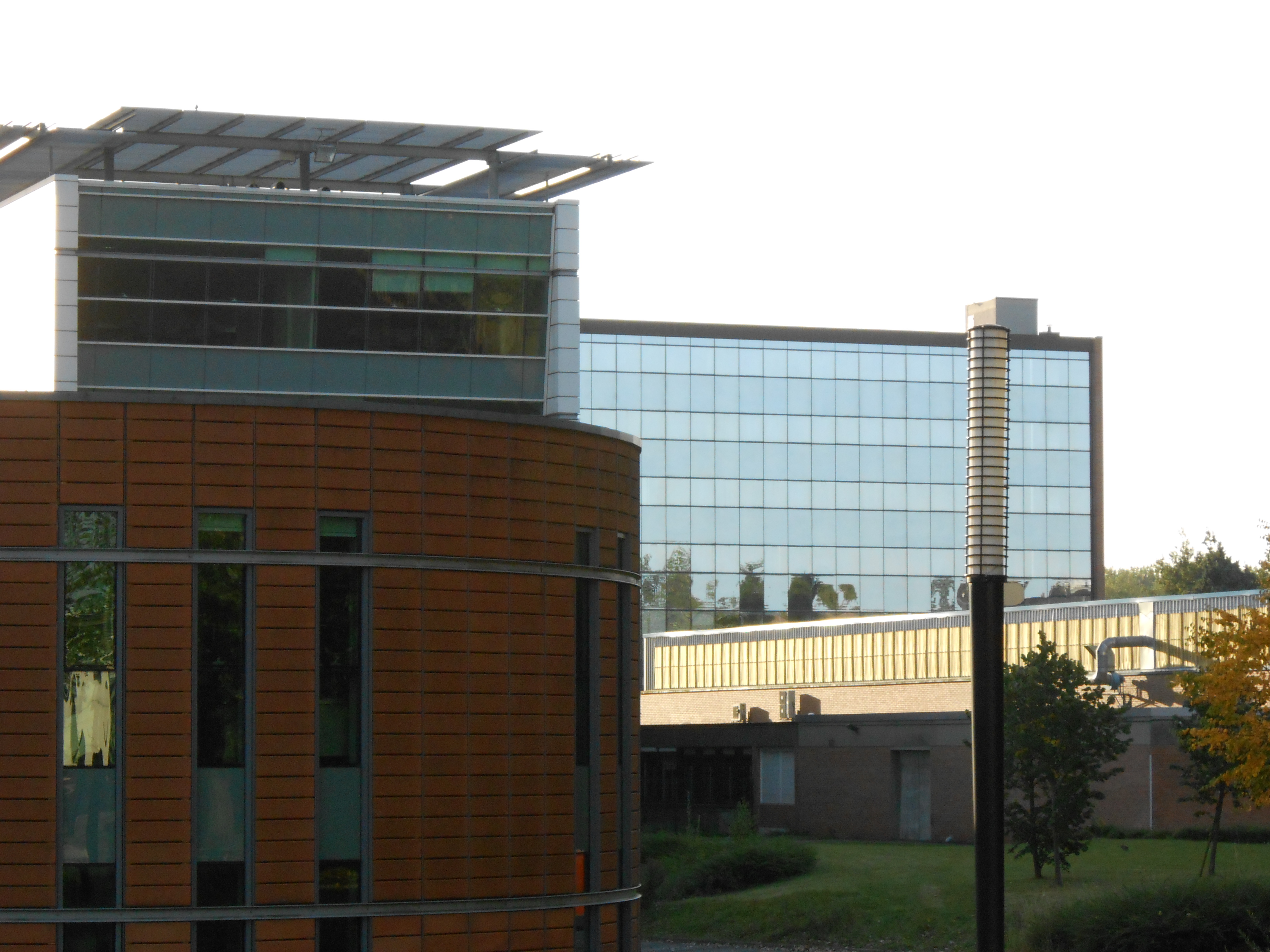
Polytech Lille devant les bâtiments B et E de l'École centrale de Lille

Avec ses neuf spécialités, Polytech Lille couvre l'ensemble des grands domaines d'ingénierie. Son offre de formation va du post-bac au Mastère spécialisé. Son cycle ingénieur (de 3 ans) est accessible après un parcours des écoles d'ingénieurs Polytech ou CPGE, L2, L3, DUT, M1 et équivalent.
Les neuf spécialités de l'école en cycle ingénieur :
1. Géomatique et Génie Urbain **
2. Informatique et Statistique *
3. Génie Civil *
4. Matériaux
5. Génie Biologique et Alimentaire
6. Production **
7. Systèmes Embarqués *
8. Instrumentation et Ingénierie d'affaires
9. Mécanique

* Disponible en alternance
** Uniquement en alternance
L'école propose également un parcours post bac intégré en deux ans :
- PEIP A : parcours généraliste
- PEIP B : parcours biologie

## Vie associative
On y compte 2 associations : le BDE (bureau des élèves), et la SONO. 
Au sein du BDE sont regroupés également 22 clubs: 
1. BDS (bureau des sports)
2. BDA (bureau des arts)
3. Le 10^5 (bar de l'école)
4. Les Pompoms (club de cheerleading)
5. Le Rock (club de danse)
6. Le Gymnase (club de musculation)
7. Le Studio (club de photo/vidéo)
8. Polydance (club de danse)
9. L'Instru (club de musique)
10. L'éléphant Phare - Fanfare de Polytech
11. Circotech (club de cirque)
12. L'Huma (club humanitaire)
13. La Comedia del Polytech (club de théâtre)
14. Club Régates (club de voile)
15. Le RACE (club de mécanique automobile)
16. l'EESTEC
17. L'Agrimentaire (club de nourriture)
18. Le Club Informatique
19. Poly'Games (club de jeux vidéos/ de société/ de rôles)
20. Le PAF (journal)
21. Robotech
22. LaRadio

Enfin, l'école possède sa propre Junior Entreprise: PULCE Conseils & Etudes.

### PULCE Conseil et Études
PULCE (acronyme de « École polytechnique universitaire de Lille Conseil et Études  ») est la Junior-Initiative de Polytech Lille. Fondée en 2016, elle fait partie du plus grand mouvement étudiant de France, la Confédération nationale de Junior-Entreprise.
PULCE est une association loi de 1901 gérée par des étudiants-ingénieurs. Elle fonctionne comme un cabinet de conseil et a pour objectif de mettre en application les savoirs des futurs ingénieurs acquis en école sur des projets concrets d'entreprises (TPE/PME et grands groupes). Elle propose des études dans les domaines de l'ingénierie, du prototypage et de la programmation. Par ailleurs, PULCE s'appuie sur son partenariat avec la Junior-Entreprise de l'IAE de Lille, IAE Lille Consulting, afin de proposer des domaines d'expertises plus variés et ainsi accompagner de manière plus personnalisée les clients.

## Directeurs de l’École
| mandat | mandat | Directeur                  |
| ------ | ------ | -------------------------- |
| 1969   | 1973   | Jean-Pierre Beaufils       |
| 1974   | 1980   | Francis Louage             |
| 1981   | 1992   | Gérard Journel (1933-2010) |
| 1993   | 2002   | Pierre Legrand (1940-2008) |
| 2003   | 2007   | Jean-Louis Bon             |
| 2008   | 2013   | Jean-Christophe Camart     |
| 2013   | 2023   | Guy Reumont                |
| 2023   |        | Nicolas Burlion            |